# Cesare Balbo
Cesare Balbo (Turim, 21 de novembro de 1789 — Turim, 3 de junho de 1853) foi um político, escritor italiano e primeiro Presidente do Conselho do Reino da Sardenha.

## Formação cultural e política
Filho de Prospero Balbo, que pertencia a uma nobre família piemontesa, ocupou uma posição elevada no Reino da Sardenha e na época do nascimento de Cesare era prefeito da capital, Turim. Sua mãe, Enrichetta Taparelli d'Azeglio, morreu quando ele tinha três anos de idade. Foi então criado na casa de sua bisavó, a condessa de Bugino. Em 1798 se juntou ao seu pai em Paris, onde era embaixador. Culturalmente amadureceu em várias cidades da Europa, devido à peregrinação contínua que seu pai teve de sofrer nos anos difíceis do reinado de Vítor Amadeu III. Com este conhecimento e experiência cosmopolita, de 1808 a 1814 Balbo serviu em várias funções sob o Primeiro Império Francês em Florença, Roma, Paris e na Ilíria.
Com a queda de Napoleão Bonaparte, Balbo passou a prestar serviços para o seu país nativo. Quando seu pai foi nomeado ministro do Interior, ele entrou para o Exército e empreendeu missões políticas em Paris e Londres. No início da revolução de 1821, a qual ele desaprovou, apesar de ser suspeito de simpatizar com ela, Balbo foi forçado ao exílio e somente muito tempo depois é que foi autorizado a voltar ao Piemonte, onde qualquer serviço público lhe foi negado.

## Anos de maturidade
Relutantemente e com frequentes tentativas de obter alguma nomeação, entregou-se à Literatura, como o único meio que lhe restou para influenciar os destinos de seu país. O grande objetivo de seu trabalho era ajudar a garantir a independência da Itália do controle estrangeiro. Da real unidade italiana, ele não tinha nenhuma expectativa e nenhum desejo, mas era dedicado à Casa de Savoia, que ele previu estava destinada a mudar o destino da Itália. Uma Federação composta por diversas entidades territoriais autônomas dotadas de governo próprio, não sob a supremacia do papa como era defendido por Vincenzo Gioberti, mas liderado pelo Piemonte, era o ideal genuíno de Balbo. Mas Gioberti, em seu Primato, pareceu-lhe negligenciar o primeiro elemento essencial da independência, que ele logo inculcou em seu Le speranze d'Italia, no qual sugere que o Império Austríaco busque compensação nos Bálcãs pela inevitável perda de suas províncias italianas. Balbo acreditava que o papado poderia se tornar um inimigo de uma Itália grande e unida (como, de fato, se tornou por muitos anos). Preparação, militarismo, moral, vigilância e paciência eram seus temas preferidos.

## De 1848 até sua morte
Ele não desejava uma revolução, mas uma reforma e assim se tornou o líder de um partido moderado e o opositor constante não só do despotismo, como também da democracia. Finalmente, em 1848, suas esperanças foram até certo ponto satisfeitas pela constituição concedida pelo rei, conhecida como o Estatuto Albertino. Foi nomeado membro da comissão da lei eleitoral e transformou-se no primeiro ministro constitucional do Reino da Sardenha, porém ficou no cargo apenas alguns meses. Com o ministério de Massimo d'Azeglio, que logo depois chegou ao poder, ele esteve em termos amigáveis e continuou a defender ativamente seus princípios políticos até sua morte em 3 de junho de 1853.

## Obras
Publicou:

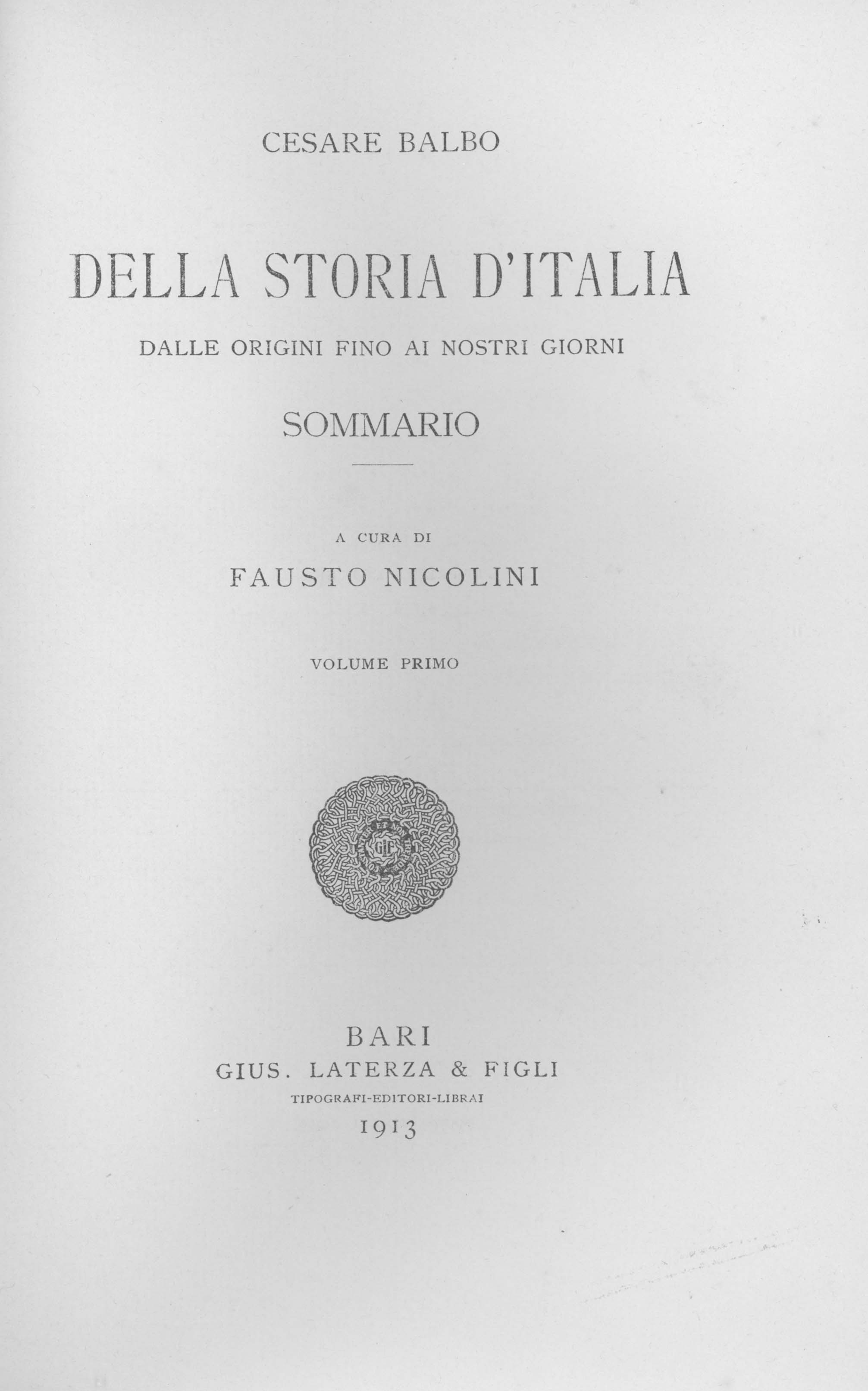
Storia d'Italia dalle origini fino ai nostri giorni, 1913

- Vita di Dante. Turim, 1839 (online)
- Le speranze d'Italia. Turim, UTET, 1844. (online)
- L'indipendenza d'Italia e l'avvenire della cristianità. Roma, Edizioni Studium, 1982. ISBN 88-382-3607-0
- Storia d'Italia e altri scritti editi e inediti. Turim, UTET, 1984. ISBN 88-02-03793-0
- Sommario della storia d'Italia. Florença, Le Monnier, 1846 ( online).
- Pensieri ed Esempi, Florença, Le Monnier, 1856.
- Della Monarchia rappresentativa in Italia, Florença, Le Monnier, 1857.
- Frammenti sul Piemonte. Turim, Centro studi piemontesi, 1986.
- Racconti del Risorgimento. Roma, Edindustria, 1961.
- Testimonianze paleocristiane della Diocesi di Vicenza. Veneza, Universidade de Veneza, 1999-2000.
- Vita di Cesare Balbo scritta da lui medesimo, em Della vita e degli scritti del conte Cesare Balbo de Ercole Ricotti, Florença, Le Monnier, 1856.
- Quattro novelle narrate da un Maestro di Scuola, Turim, Pomba, 1829. (online)
- Lettere di politica e letteratura; precedute da un discorso sulle rivoluzioni (online)
- Meditazioni storiche (online)

### Edições online
- Balbo, Cesare (1830). Storia d'Italia. 1. Turim: Giuseppe Pomba
- Balbo, Cesare (1830). Storia d'Italia. 2. Turim: Giuseppe Pomba
- Balbo, Cesare (1846). Della storia d'Italia fino all'anno 1814. Col: Opere utili ad ogni persona educata raccolte col consiglio d'uomini periti in ciascuna scienza. Storia. Turim: Pomba
- Balbo, Cesare (1848). Studii sulla guerra d'indipendenza di Spagna e Portogallo. Turim: Pomba
- Balbo, Cesare (1855). Meditazioni storiche. Florença: Le Monnier
- Balbo, Cesare (1913). Storia d'Italia dalle origini fino ai nostri giorni. 1. Col: Scrittori d'Italia 50. Bari: Laterza
- Balbo, Cesare (1914). Storia d'Italia dalle origini fino ai nostri giorni. 2. Col: Scrittori d'Italia 60. Bari: Laterza